# Драч
Драч(на албански: Durrës или Durrësi, Дуръс,на латински: Dyrrhachium, Дирахиум, на италиански: Durazzo, Дурацо, на гръцки: Δυρράχιο, Дирахио, катаревуса: Δυρράχιον, Дирахион) е град в Албания, административен център на едноименните област и окръг. По административни данни от 2009 г. в Драч живеят около 203 550 души, което го прави втория по население град в страната след столицата Тирана. Драч е и един от най-важните стопански центрове в страната. Пристанището му е най-голямото в Албания и обслужва голяма част от страната включително и Тирана. Посещава се ежегодно от много туристи, главно от Албания.

## Име
На албански език името на града е Дуръс, но в българския език с правопис като Драч е посочен в „Енциклопедия на братя Данчови“ от 1936 г. Така Драч спада към географските обекти, за които има исторически създадени български съответствия, чиито форми са утвърдени в българския език с друг правопис.

## География
Драч е древен град разположен на брега на Адриатическо море, в равнинен и плодороден район по крайбрежието. Отстои на около 33 km западно от столицата Тирана. На отсрещния бряг на Адриатика, в Италия са пристанищата на Бриндизи, на около 200 km и Бари на около 300 km.

## История на Драч
Градът е основан през 627 пр.н.е..
До обявяването на Тирана за нова столица на 27 март 1921 г. е такава на княжество Албания.

## Политика
В Драч действа филиал на партията „Македонски алианс за европейска интеграция“

## Личности
- Анастасий I (ок. 430 – 9/10 юли 518 г.) – източноримски (византийски) император от 11 април 491 до 9/10 юли 518 г.;
- Йоан Кукузел (ок. 1280 – ок. 1360) – най-значителният средновековен български светец, църковен певец и композитор (13 – 14 в.);
- Франц Бабингер (1891 – 1967) – германски османист.
- Намик Докле (р. 1946) – албански политик.

## Галерия
- Изглед от ферибота
- Въздушен изглед
- Драчкият амфитеатър
- Дворецът на крал Зог
- Плажът на Драч
- Плажът на Драч
- Корабостроителницата
- Пристанището
- Бункери
- Бункери, стари и нови сгради по крайбрежието на Драч
- Зимно утро на крайбрежието